# Герзау
Герзау (нем. Gersau) — коммуна в Швейцарии, в кантоне Швиц.
Входит в состав округа Герзау. Население составляет 1970 человек (на 31 декабря 2007 года). Официальный код — 1311.

## История
Первое упоминание Герзау (Gersouwe) встречается под 1064 годом. До 1173 года поселение принадлежит графству Ленцбург, затем переходит к Габсбургам. 15 ноября 1333 года деревня передана в залог Рудольфу фон Фрайенбаху и Йосту фон Муусу из Люцерна, под протекторатом которого Герзау находилась с 1332 года. 
3 июня 1390 года жители деревни выкупили залог в 690 фунтов пфеннигов и получили налоговую и судебную свободу. 31 октября 1433 года император Сигизмунд I Люксембург даровал поселению права свободного имперского города Священной Римской империи. Высшей властью обладало собрание общины, в заседаниях которого должны были участвовать все граждане старше 14 лет. Община избирала на 2 года Совет из 9 человек (ландман, штатгальтер и 7 простых членов). Первые выборы состоялись в 1394 году и до 1798 года должность ландмана занимали 113 человек, из них 60 представителей семьи Камзинд, 14 Нигг, 12 Ригерт, 12 Шёхлин, 6 Баггенштосс, 4 Кёттель и 3 Мюллер. Совет представлял собой и высший судебный орган города, апелляцию к которому рассматривало общинное собрание, в котором запрещалось принимать участие родственникам истца и ответчика. Общение со внешним миром осуществлялось только водным путём по озеру Люцерн. Основным занятием жителей было альпийское земледелие и животноводство, а также рыболовство. С 1730 года начало развиваться надомное шёлковое производство.
Город находился под протекторатом кантонов Ури, Люцерн, Швиц и Унтервальден. В обмен на военную защиту и покровительство Герзау предоставлял военный отряд из 24, а затем 54 солдат. Отряд из Герзау принимал участие в битве при Земпахе 9 июля 1386 года, в Старой Цюрихской войне (1440-1446), Бургундской войне (1474-1477), в битве при Каппеле (11.10.1531), Крестьянской войне 1653 года и Тоггенбургской войне 1712 года. По решению Вестфальского мира 1648 года Герзау утратил статус имперского города, превратившись в городскую республику.
В апреле 1798 года республика предоставила свой военный отряд кантонам Швиц и Унтервальден для борьбы с французскими войсками. Так как кантоны капитулировали без боя, отряд вернулся домой. 26 августа 1798 года ландман республики принёс клятву Гельветической республике и бывшая республика была включена в состав округа Швиц кантона Вальдштеттен. 17 сентября 1798 года в Герзау вошли французские войска. После ухода расквартированных французских военных, 9 июня 1802 года Совет общины объявил о восстановлении старых порядков и создал военный отряд. Но в результате принятия Акта посредничества 19 февраля 1803 года Герзау вошла в состав кантона Швиц. После поражения Наполеона и отмены Акта посредничества кантонный совет Швица объявил о восстановлении старых порядков 19 января 1814 года. 2 февраля 1814 года Совет Герзау восстановил Республику под протекторатом четырёх кантонов. 23 марта 1815 года контингент из 24 солдат из Герзау отправился в Швиц для участия в войне с Наполеоном, но принять участие в боях не успел. Это был последний случай предоставления Герзау военного контингента согласно своим обязательствам. При создании Швейцарской Конфедерации в 1815 году в документах совсем не упомянули о существовании Республики Герзау. 11 апреля 1816 года кантон Швиц потребовал от Республики вхождения в свой состав. Уступив давлению Федерального Совета 27 декабря 1817 года община Герзау подписала Соглашение о вхождении в состав кантона Швиц на правах округа.